# Nikon Coolpix L830
Nikon Coolpix L830 — псевдозеркальный фотоаппарат фирмы Nikon. Позиционируется как любительский фотоаппарат для начинающих.

## Описание
Nikon Coolpix L830 представляет собой псевдозеркальный фотоаппарат из серии среднего ценового диапазона моделей Nikon — Nikon Coolpix. Год выпуска фотоаппарата — 2015 год. Фотоаппарат является представителем промежуточного звена между компактными и зеркальными фотоаппаратами. К особенностям этой модели можно отнести 34-кратный оптический зум.
L830 оснащён КМОП-матрицей с размерами 1/2,3 видиконовских дюйма и разрешением 16.8 Мпикс из которых 16 Мпикс активные (максимальное разрешение снимка — 4608 × 3456 пикселей).
Фотоаппарат имеет несменный объектив с эквивалентным фокусным расстоянием 23—775 мм и максимальным значением диафрагмы f/3,0 — f/5,9. Объектив оборудован механизмом гибридной стабилизации изображения.
В качестве видоискателя используется поворотный 3" TFT-дисплей.
Фотоаппарат питается от 4х щелочных батареек типа LR6. Для зарядки фотоаппарата используется зарядный USB - кабель EH-67.
Фотоаппарат оснащен двумя стерео микрофонами для записи звука в видео. Максимальное разрешение видео 1920 × 1080 (30 кадр/с) . Также имеется функция подавления шумов от ветра для видео.